# Johan Herman Mankel
Johan Herman Mankel (* 19. September 1763 in Niederasphe; † 11. November 1835 in Karlskrona) war ein schwedischer Organist, Komponist und Instrumentenbauer deutscher Herkunft.
Mankel erhielt seine musikalische Ausbildung bei der Herrnhuter Brüdergemeine. Er lebte in deren Häusern in Zeist (bei Amsterdam), Herrnhut und Niesky und wirkte dort als Musiklehrer und Organist. 1792 hielt er sich am Hof des Großherzogs Karl August in Weimar auf.
1799 wurde er von der Brüdergemeine als Organist nach Christiansfeld in Dänemark berufen. Er komponierte hier Vokal- und Instrumentalmusik (u. a. einem Marsch anlässlich eines Besuches des schwedischen Königs Gustav IV. in Christiansfeld), gab Musikunterricht und wirkte als Organist.
Wegen eines unehelichen Kindes kam es 1814 zum Zerwürfnis mit der Brüdergemeinde in Christiansfeld, und Mankel ging als Instrumentenbauer nach Kopenhagen. 1816 übersiedelte er zunächst nach Stockholm, später nach Kalmar, wo er als Militärkapellmeister wirkte.
Mankel war zweimal verheiratet und hatte zwölf Kinder. Aus seiner ersten Ehe mit Johanna Keyser stammten u. a. die Komponisten Carl Abraham und Gustaf Adolf Mankell. Er ist ein Vorfahr des schwedischen Schriftstellers Henning Mankell.